# Szita Miklós
Szita Miklós (Budapest, 1948. december 21. – 2021. január 17.) Balázs Béla-díjas magyar filmproducer.

## Életpályája
1973-ban kezdett dolgozni produkciós gyakornokként a Magyar Filmgyártó Vállalatnál, a Számviteli Főiskola esti képzésére járt, részt vett 1981-ben az 50 éves a magyar hangosfilm kiállítás rendezésében, 1989-ig felvételvezetőként, majd gyártásvezetőként vett részt számos magyar játék- és dokumentumfilm készítésében.
1990-től önálló producerként dolgozott a Göess Film osztrák-magyar produceri iroda magyarországi vezetőjeként. 1994-ben más producerekkel megalapította a Független Magyar Producerek Szövetségét. A Volkswagen számára gyártott reklámja több díjat nyert a magyar reklámfilmszemlén.
A Magyar Filmművészek Szövetségének választmányi tagja. A magyar Oscar-díj Bizottság és a Filmes művészeti díjakat odaítélő bizottság tagja. Játékfilmek és dokumentumfilmek mellett többszáz reklám- referencia- és oktatófilmet készített. 2001-ben az Év producerévé választották, majd első magyar producerként felvételt nyert az Európai Filmakadémia tagjai közé. 2004-ben Balázs Béla-díjat kapott. 2008 óta rendszeresen részt vett az Országos Diákfilmszemle szakmai zsűrijében, a Lumiére Filmiskola oktatója volt.

## Filmjei

### Filmproducerként
- Szerelmes szívek – játékfilm
- Ítéletlenül (Almási Tamás) – 70 p. Dokfilm DUNA TV-MTV
- Népzenei sorozat (Szomjas György) – 7x10 p. TV sorozat DUNA TV
- Nyomkereső (Tóth Eszter) – 90p játékfilm
- Fesztivál Erdélyben (Almási Tamás) – 60 p. Dokfilm DUNA TV
- Csókkal és körömmel (Szomjas György) –90p játékfilm
- Muzsikusporték (Szomjas György) – 6x50 p. dokfilm sorozat DUNA TV
- Vöröstangó (Káldor Elemér) – 8x50 p. dokfilm TV sorozat
- Gengszterfilm (Szomjas György) –100p játékfilm
- Végállomás (Schmidt Arnold) 50 p. kisjátékfilm
- Várnai György (Antal István) – 30 p. fikciós kisérleti film
- Kettévágva (Antal István) – 40 p .fikciós kisérleti film
- A nagy húsleves (Szőke András) – 90 p. játékfilm
- Ne sírj Magyarország (Michael Kann) – 55 p. MDR-ARTE dokfilm
- Lakáskulcs (Szabó Szilárd) – 28x40 p. építészeti TV sorozat DUNA TV
- Barátaim Afrikában (Sós András) – 60 p természetfilm MTV
- Életben maradtak (Dobray György) – 10x12p TV sorozat TV2
- Werckmeister harmóniák (Tarr Béla) – 150 p. játékfilm
- “4x100” (Dobray  György) –70 p. TV-Film RTL
- Szigorúan titkos I. II. III. IV (Nádasy László) – 4x55 p. történelmi dokfilm DUNA TV
- Hús vétkek (Dobray György) – 50 p. Tv-Film RTL
- Pesti lányok (Kövessy Róbert) – 56p. dokumentumfilm
- Szigorúan titkos I.-IV. (Nádasy László) 4x55 p. történelmi dokumentumfilm DUNA TV

### Gyártásvezetőként
- Forradalom után (1990)
- Laurin (1989)
- Rocktérítő (1988)
- S.O.S. Szobafogság! (1987)

### Felvételvezetőként
- Csere Rudi (1988)
- Szerelem második vérig (1988)
- Banánhéjkeringő (1987)
- Szerelem első vérig (1986)
- Hány az óra, Vekker úr? (1985)
- István, a király (1984)
- Te rongyos élet (1984)
- Hosszú vágta (1983)
- Szerencsés Dániel (1983)
- Dögkeselyű (1982)
- Megáll az idő (1982)
- Ballagás (1981)
- Nárcisz és Psyché (1980)
- Szabadíts meg a gonosztól (1979)
- A kétfenekű dob (1978)

## Díjai, elismerései
- Az Év producere (2001)
- Balázs Béla-díj (2004)